# Italo-australiani

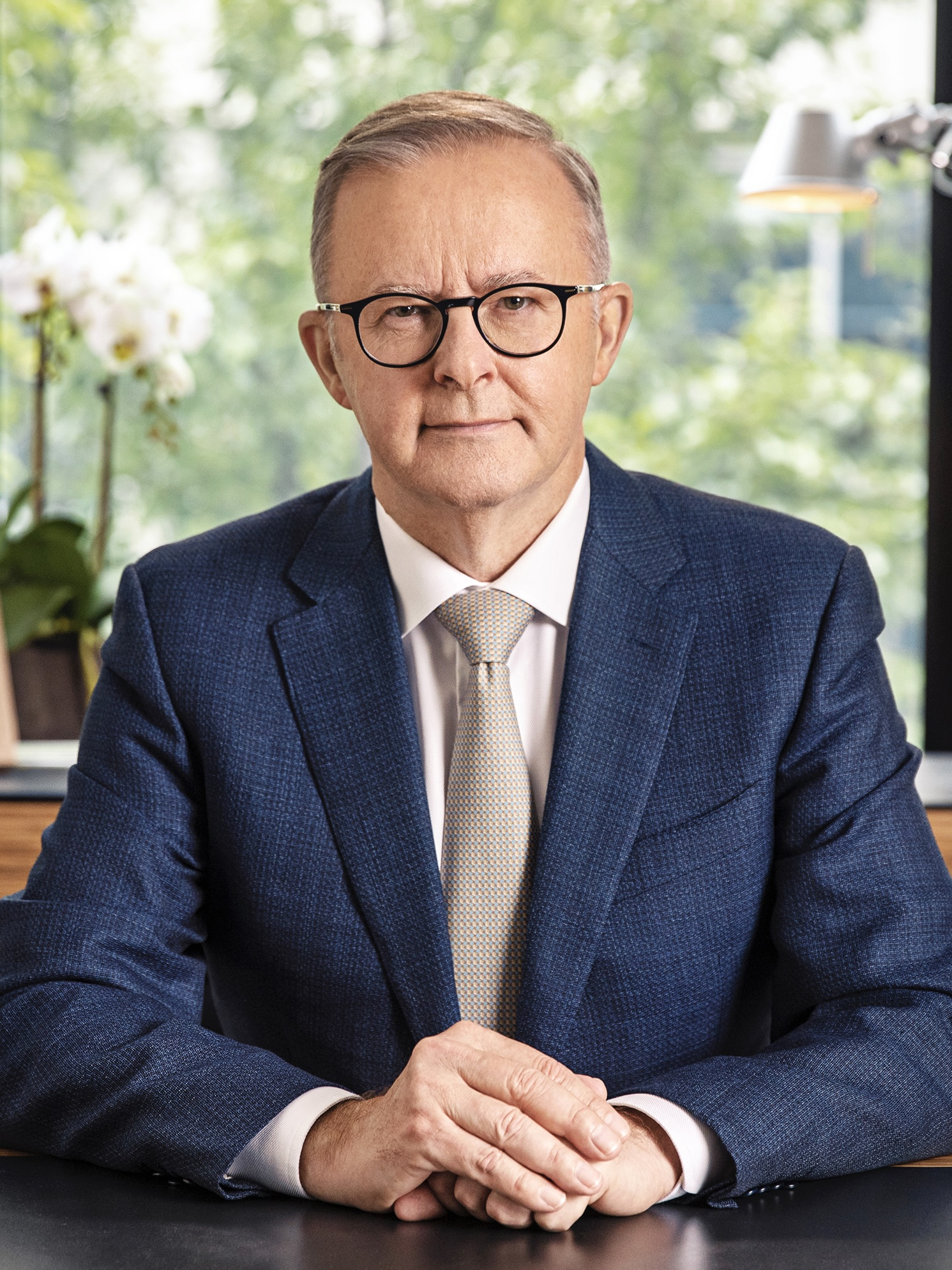
Anthony Albanese, primo ministro dell'Australia di origini italiane

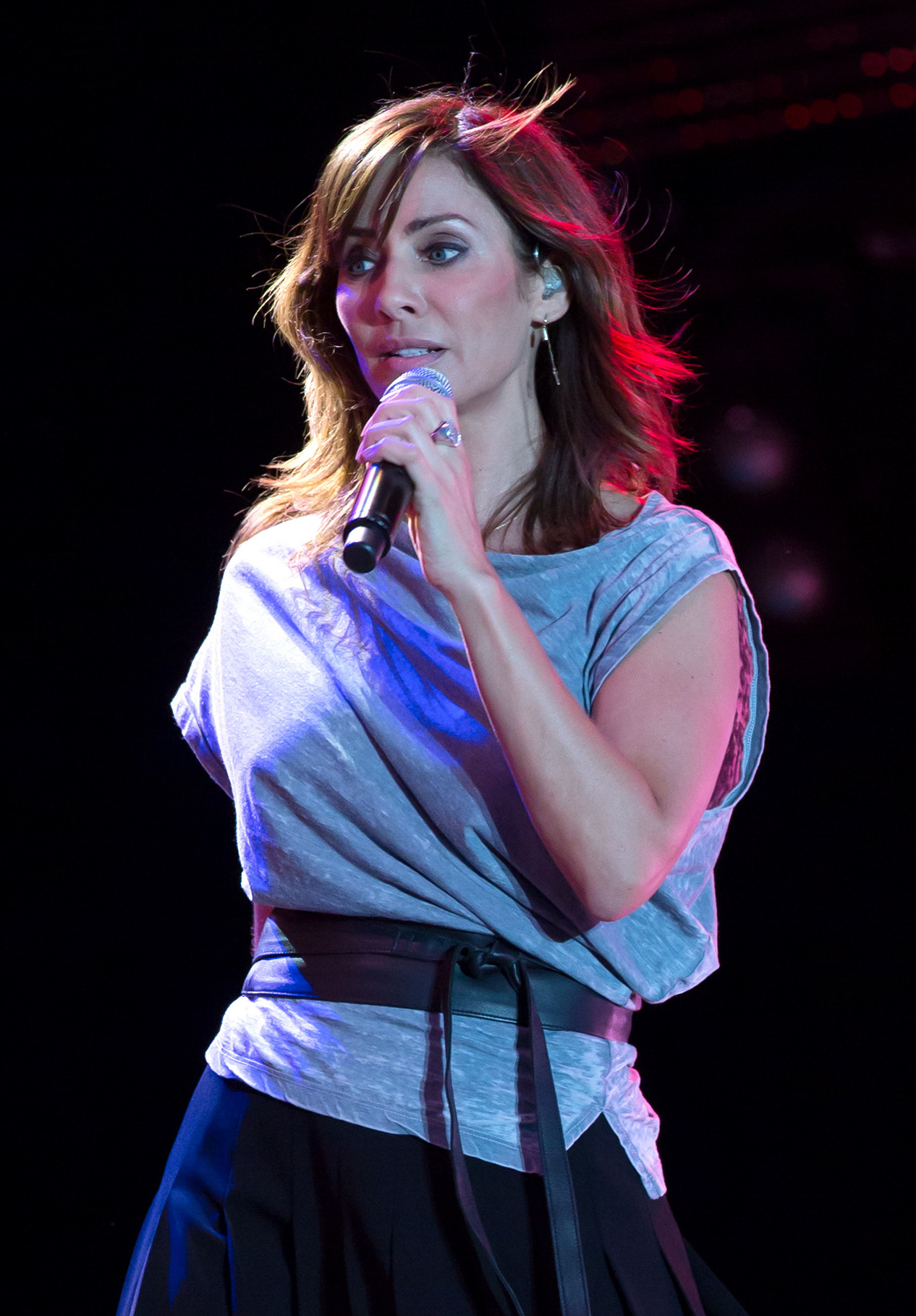
Natalie Imbruglia, cantante italo-australiana

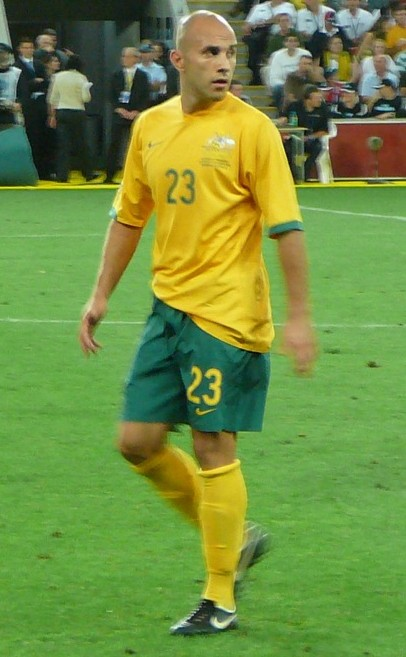
Mark Bresciano

Un italo-australiano è un cittadino australiano di origini italiane.

## Storia
I primi italiani immigrati in Australia, dopo la metà del 1800, erano principalmente missionari, musicisti e artisti provenienti dalle regioni del nord e si insediarono soprattutto intorno alla città di Melbourne. Al primo censimento del 1881 risultavano quasi 2.000 cittadini italiani residenti in Australia, concentrati nel Nuovo Galles del Sud e nello Stato di Victoria, la maggior parte di questi erano minatori o taglialegna.
Nel censimento australiano del 1911 si contavano quasi 7.000 cittadini nati in Italia, molti dei quali attratti anche dalla Corsa all'oro vittoriana.
Fu solo dopo il 1920 che il numero di italiani immigrati si fece più consistente, tantoché il censimento del 1921 registrava più di 8.000 residenti di nazionalità italiana e nel periodo compreso tra il 1922 e il 1930 si contarono circa 30.000 nuovi arrivi dall'Italia. L'immigrazione si ridusse notevolmente durante la Seconda Guerra Mondiale, periodo durante il quale gli italiani d'Australia subirono grosse discriminazioni e molti di loro vennero addirittura internati in campi di detenzione per quelli che erano considerati nemici di guerra, come italiani e tedeschi. In questi campi venivano impiegati soprattutto come contadini o come fattori.
Finita la guerra, l'immigrazione italiana in Australia riprese in modo ancor più massiccio rispetto al passato e, nel periodo che va dal 1949 al 2000, gli italiani furono il terzo gruppo etnico per numero di immigrati, dopo britannici e irlandesi, con circa 390.000 persone provenienti da tutte le regioni della penisola, con un notevole apporto dal Veneto, dalla Calabria e dalla Sicilia.
Dopo gli anni '80 il numero di immigrati provenienti dall'Italia è calato drasticamente, basti pensare che nel ventennio che va dal 1980 al 2000 coloro che ottennero la cittadinanza australiana non superarono le diecimila unità e, più di recente, nel triennio 2004-2007 sono stati 1.361 e tra il 2007-2010 il numero ammonta a 1.689.
|                                   | No. di arrivi Luglio 1949 - Giugno 2000 | Luglio 1949 - Giugno 1959 | Luglio 1959 - Giugno 1970 | Luglio 1970 - Giugno 1980 | 1980 - 2000 |
| --------------------------------- | --------------------------------------- | ------------------------- | ------------------------- | ------------------------- | ----------- |
| Immigrati dall'Italia             | 390.810                                 | 201.428                   | 150.669                   | 28.800                    | 9.913       |
| Totale immigrati                  | 5.640.638                               | 1.253.083                 | 1.445.356                 | 956.769                   | 1.985.430   |
| Percentuale immigrati dall'Italia | 6,9%                                    | 16,1%                     | 10,4%                     | 3,0%                      | 0,5%        |

| Censimento | Popolazione Australia | Nati in Italia | %               | Madrelingua italiani (%) |
| --- | --------------------- | -------------- | --------------- | ------------------------ |
| 1881 | 2.250.194             | 1.880          | 0,08% (minimo)  |                          |
| 1891 | 3.174.392             | 3.890          | 0,12%           |                          |
| 1901 | 3.773.801             | 5.678          | 0,15%           |                          |
| 1911 | 4.455.005             | 6.798          | 0,15%           |                          |
| 1921 | 5.435.734             | 8.135          | 0,14%           |                          |
| 1933 | 6.629.839             | 26.756         | 0,40%           |                          |
| 1947 | 7.579.358             | 33.632         | 0,44%           |                          |
| 1954 | 8.986.530             | 119.897        | 1,33%           |                          |
| 1961 | 10.508.186            | 228.296        | 2,17%           |                          |
| 1966 | 11.550.462            | 267.325        | 2,31%           |                          |
| 1971 | 12.155.638            | 289.476        | 2,38% (massimo) |                          |
| 1976 | 13.548.448            | 280.154        | 2,1%            |                          |
| 1981 | 14.576.330            | 275.883        | 1,9%            |                          |
| 1986 | 15.602.156            | 261.878        | 1,7%            | 405.038 (2,6%) (massimo) |
| 1991 | 16.850.540            | 254.776        | 1,51%           | 409.364 (2,43%)          |
| 1996 | 17.752.829            | 238.246        | 1,34%           | 375.754 (2,12%)          |
| 2001 | 18.769.249            | 218.718        | 1,2%            | 353.605 (1,9%)           |
| 2006 | 19.855.290            | 199.124        | 1,0%            | 316.890 (1,6%)           |
| 2011 | 21.507.717            | 185.402        | 0,9%            | 299.834 (1,4%)           |
| 2016 | 23.401.892            | 174.042        | 0,74%           | 271.597 (1,2%)           |
| Fonti: censimenti 1881, 1891, 1901,, 1911, 1921, 1933, 1947, 1954, 1961, 1966, 1971, 1976, 1981, 1986, 1991, 1996, 2001, 2006, 2011, 2016 |                       |                |                 |                          |

La lingua italiana in Australia si è diffusa notevolmente a partire dal secondo dopoguerra, in virtù della massiccia emigrazione italiana. Già nel 1933, infatti, quella italiana divenne la comunità non anglo-celtica più numerosa d'Australia. Nel 1983 si stimava che 555.300 individui (quasi il 4% della popolazione australiana) parlassero italiano come prima lingua;

## Caratteristiche

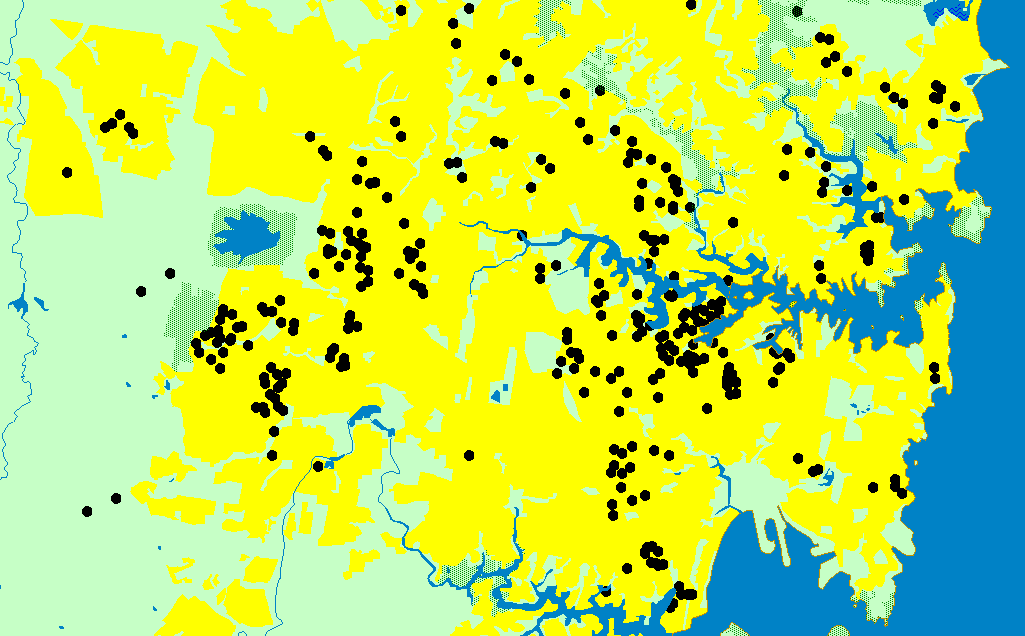
Ogni pallino nero rappresenta 100 residenti della città di Sydney nati in Italia.

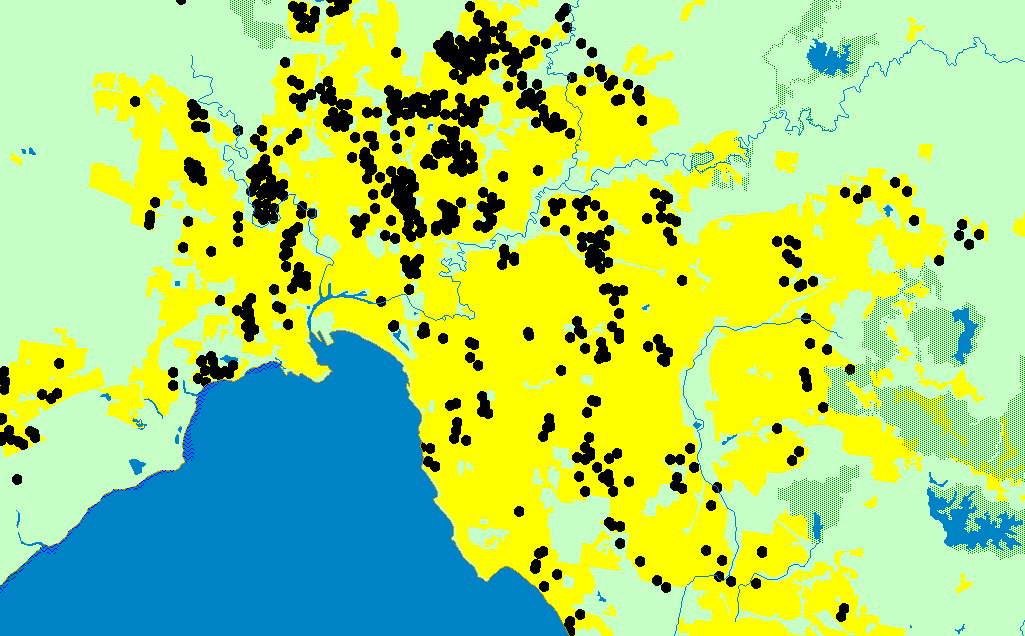
Ogni pallino nero rappresenta 100 residenti della città di Melbourne nati in Italia.

Secondo il censimento del 2006 risulta che 852.421 persone residenti in Australia hanno ascendenze italiane e rappresentino il quarto gruppo etnico, dopo Inglesi, Irlandesi e Scozzesi.
Nel censimento del 2011 il numero ammonta a circa 916.100 persone, che rappresentano il 4.6% della popolazione totale.
Tuttavia, secondo alcune importanti associazioni culturali italo-australiane, le persone che possiedono una qualche discendenza italiana nella loro famiglia sono stimate intorno ad un milione di persone, concentrate principalmente intorno alle grandi aree metropolitane di Sydney e Melbourne.
Circa 200 000 sono nate in Italia e, di queste, 157.000 hanno la cittadinanza australiana. Sempre secondo il censimento del 2006 vi sono 162.000 persone in Australia che parlano l'italiano nell'ambiente domestico, rendendolo la seconda lingua parlata dopo l'inglese (seguito dal cantonese).
La comunità italiana attualmente è perfettamente integrata in quella australiana ed ha raggiunto elevati livelli socio-economici, specialmente nelle aree urbane.
Sempre secondo il censimento del 2006 il 95% degli italiani d'Australia si dichiara di religione Cristiana, di cui quasi l'80% cattolici, il 3.2% anglicani, il 5.6% cristiani di altro tipo.

## Principali comunità

Popolazione con ascendenza italiana come percentuale della popolazione in Australia divisa geograficamente dalle "aree statistiche locali", secondo il censimento del 2011

Gran parte dei cittadini italiani residenti in Australia si concentrano nelle grandi città come Melbourne (73.799), Sydney (44.562), Adelaide (20.877) e Perth (18.815), tuttavia si può trovare un numero consistente di discendenti italiani anche nella parte settentrionale del Queensland, immigrati in quella regione all'inizio del Novecento attratti da una fiorente e redditizia industria della canna da zucchero.
Anche in Australia, come negli Stati Uniti o in Canada, gli italiani, provenienti spesso dalle stesse regioni o dagli stessi comuni (nella cittadina di Brunswick, ad esempio, c'è una grande comunità d'italiani provenienti dalla provincia di Ragusa), tendono a concentrarsi nello stesso quartiere creando delle Little Italy all'interno delle grandi città australiane. Le seguenti sono le più importanti:
- Little Italy, Carlton Melbourne
- Norton Street, Sydney
- Ramsay Street, Haberfield
- Campbelltown, Adelaide
- Athelstone, Adelaide
- New Farm, Brisbane

## Filmografia
- Bello, onesto, emigrato Australia sposerebbe compaesana illibata (1971)
- Corrispondenza d'amore (2004)
- Underbelly (2008), serie tv